# Lumban Huala
Lumban Huala is een bestuurslaag in het regentschap Toba Samosir van de provincie Noord-Sumatra, Indonesië. Lumban Huala telt 877 inwoners (volkstelling 2010).